# Crawl (pel·lícula de 2019)
|  | Si cerqueu altres usos, vegeu Crawl. |

Crawl és una pel·lícula de desastres i terror de 2019 dirigida per Alexandre Aja i escrita per Michael i Shawn Rasmussen. És protagonitzada per Kaya Scodelario i Barry Pepper com la filla i el pare, que juntament amb el seu gos són acaçats per caimans després de quedar atrapats a sa casa durant un huracà de Categoria 5.
El film va ser anunciat el maig de 2018, amb Sam Raimi produint-la a través de Raimi Productions, i amb Aja com a possible director. Scodelario i Pepper es van unir al repartiment el juliol de 2018, amb altres actors afegint-se més tard aquell estiu. El rodatge va començar l'agost de 2018 i es va acabar el setembre de 2018.
Es va estrenar als Estats Units el 12 de juliol de 2019, gràcies a Paramount Pictures i va aconseguir recaptar 90,3 milions de dòlars a nivell mundial. Les crítiques van ser generalment positives, amb els crítics elogiant les actuacions (particularment la d'Scodelario) i dient que era "satisfactòria i molt divertida".